# 水口美穗
水口美穗（日语：／ Mizuguchi Miho，1996年3月8日—），日本前年少偶像、前寫真偶像。於千葉縣出身。

## 生平
水口美穗在2009年發表自己首部寫真DVD《多不勝數 水口美穗》（たっぷり 水口美穂）。之後繼續發表作品《多不勝數 水口美穗 part2》（たっぷり 水口美穂 Part2）、《純真無垢 純白標籤 水口美穗》（純真無垢 ～ホワイトレーベル～ 水口美穂）、《十人十色 水口美穗》（十人十色　水口美穂）。2010年7月，她的寫真DVD《白铃 ～憧憬的那個人的秘密～》（White Bell ～憧れのあの子のヒミツ～）開售，於當中以身穿水手服和競賽泳衣的姿態登場。同年9月，她發表作品《美少女收藏 水口美穗》（美少女コレクション　水口美穂），觀眾能從中觀賞穿上水手服和比基尼的水口。11月26日，她在東京以身穿各類泳衣的姿態進行拍攝的寫真DVD《究極少女 水口美穗 請愛我吧！！》（究極乙女 水口美穂 LOVE ME PLEASE!!）面世。水口在這部作品發售前的幾天（23日）便已參與發售紀念活動。